# 薩拜諾區
14°19′01″S 72°51′00″W / 14.31694°S 72.85000°W
薩拜諾區（西班牙語：Distrito de Sabaino），是秘魯的一個區，位於該國南部阿普里馬克大區的安塔班巴省，面積178.8平方公里，海拔高度3,433米，2005年人口1,645，人口密度每平方公里9.2人。